# Vernonia incana
Vernonia incana là một loài thực vật có hoa trong họ Cúc. Loài này được Less. miêu tả khoa học đầu tiên năm 1829.